# 札幌スーパーギャグメッセンジャーズ
札幌スーパーギャグメッセンジャーズ（さっぽろスーパーギャグメッセンジャーズ）は、日本のコント劇団。団長は佐々木拓大（佐々木たくお）。北海道札幌市を拠点に活動する。略称は「札ギャグ」。

## 沿革
- 1994年3月：佐々木拓大とカズヒロマンがお笑いコンビ「下心ブラザーズ」を結成。
- 1994年4月：佐々木拓大、タナケンに篠原隆之、もっちん、西山直人の3人が加わり、「山鼻スーパーギャグメッセンジャーズ」が結成される。
- 1995年10月：タナケン企画のお笑いイベント「最後に笑ってる奴がかちですから」にて、黒岩孝康、カズヒロマン、アブ、課長田中康一、酒巻剛、竹内ゴリの6人が加入。11人に増えたことに伴い「札幌スーパーギャグメッセンジャーズ」と改名し劇団として旗揚げする。「GAG VIDEO」の制作が始まる。
- 1996年2月：エドが加入。
- 1996年 - 1999年：フルメンバーでの活動を休止。「ホワイトマン」（佐々木拓大、タナケン、エド、課長田中康一）、「レッツゴー2匹」（アブ、カズヒロマン）、「コブラツイスト」（佐々木拓大、アブ）、ウエスタンブーツ一郎、二郎（佐々木拓大、エド）といったユニットにそれぞれ分かれて活動する。
- 2000年4月：課長田中康一企画のお笑いイベント「YODARE NIGHT」にて、ファミ、幸山倍達、ゴリ等他（若手数名）が加入。メンバーが落ち着き、年数回のライブ活動を開始。
- 2006年4月：札幌スーパーギャグメッセンジャーズのアタックヤングがスタート。

## 主なメンバー
- 佐々木拓大（団長）
- 黒岩孝康（サブリーダー）
- タナケン
- カズヒロマン
- アブ
- 課長田中康一
- エド
- ファミ
- ゴリ - 2022年逝去。同年9月22日放送のまるごと!エンタメ〜ション内コーナー「たくおー四季」にて、佐々木が思い出を語り追悼した。
- 幸山倍達

### 過去のメンバー
- 酒巻剛 - 現在はバンド「パノラマアフロ」のメンバー
- 竹内ゴリ

## 出演

### テレビ
- シアターS（札幌テレビ） - 黒岩のみ
- 帰省なう（2011年10月 - 、北海道テレビ） - 黒岩がナレーションを担当。
- EDiT TV（札幌テレビ）
- 発見!タカトシランド（北海道文化放送） - 黒岩がナレーションを担当。

### ラジオ
- 札幌スーパーギャグメッセンジャーズのアタックヤング（2006年4月 - 2011年3月、STVラジオ）：佐々木と黒岩のみ
- 札ギャグの少年ラジヲ（2011年4月 - 、STVラジオ）：佐々木と黒岩のみ
- どさんこラジオ（2013年4月 - 2015年3月、STVラジオ）：佐々木と黒岩のみ（金曜）
- 生活情報バラエティ わくわくラジオ（2015年4月 - 2016年3月、STVラジオ）：黒岩のみ（金曜）
- まるごと!エンタメ〜ション（2016年4月 -、STVラジオ）：佐々木のみ
  - ようじのぢかん 7月第2週（2022年7月11日 - 15日）：黒岩のみ
  - ようじのぢかん 10月第5週（2022年10月31日 - 11月4日）：佐々木のみ
- GOOD DAYS MUSIC あの頃の名曲たち（2016年4月 - 、STVラジオ）：黒岩のみ
- STVラジオ開局60周年記念　ハーベストフェス2022（2022年10月9日）：佐々木のみ
- サウンドプラントスペシャル『たくおとクロのホビセンラジオ』（2022年10月16日）：佐々木と黒岩のみ